# Parc national des îles Whitsunday
Pour les articles homonymes, voir Whitsunday.
Le parc national des îles Whitsunday (en anglais : Whitsunday Islands National Park) est un parc national australien dans le Queensland, autour de l'île Whitsunday et de son archipel, les îles Whitsunday, situés à 920 kilomètres de Brisbane.

## Géographie
Près de la Grande Barrière de corail, l'archipel compte soixante-quatorze îles. Des baleines à bosse et des méduses-boîtes sont présentes dans les eaux du parc.

## Accès
Le parc est accessible depuis les villes d'Airlie Beach, située à 25 kilomètres, et Shute Harbour.